# Local del Sindicat d'Avinyonet
El Local del Sindicat d'Avinyonet o Local de les Esquerres és un edifici del municipi d'Avinyonet del Penedès (Alt Penedès) que forma part de l'Inventari del Patrimoni Arquitectònic de Catalunya.

## Descripció
És un edifici de planta quadrangular i coberta a dues vessants, amb façana principal de composició simètrica, amb portal central i finestres a banda i banda i, en un d'ells, a la zona superior, agrupades de dues en dues (i a l'altre, un ull de bou). A l'interior, es conserva en mal estat l'escenari.